# Temporary Like Achilles
«Temporary Like Achilles» (en español, "Temporal como Aquiles") es una canción compuesta por el cantante estadounidense Bob Dylan. Fue incluida en el álbum Blonde on Blonde, editado el 16 de mayo de 1966.